# Termoncarragh Lake and Annagh Machair SPA
Termoncarragh Lake and Annagh Machair SPA este o arie protejată (arie de protecție specială avifaunistică — SPA) din Irlanda întinsă pe o suprafață de 405,98 ha, integral pe uscat.

## Localizare
Centrul sitului Termoncarragh Lake and Annagh Machair SPA este situat la coordonatele 54°14′39″N 10°03′50″W / 54.244209°N 10.064017°V.

## Înființare
Situl Termoncarragh Lake and Annagh Machair SPA a fost declarat arie de protecție specială avifaunistică în septembrie 1996 pentru a proteja 10 specii de animale.

## Biodiversitate
Situată în ecoregiunea atlantică, aria protejată nu include niciun habitat protejat.
La baza desemnării sitului se află mai multe specii protejate de  păsări (10): rață pitică (Anas crecca), rață mare (Anas platyrhynchos), Anser albifrons flavirostris, Branta leucopsis, fugaci de țărm (Calidris alpina), prundaș gulerat mare (Charadrius hiaticula), lebădă de iarnă (Cygnus cygnus), becațină comună (Gallinago gallinago), ploier auriu (Pluvialis apricaria), nagâț (Vanellus vanellus).
Pe lângă speciile protejate, pe teritoriul sitului au mai fost identificate 1 specie de păsări, 1 specie de amfibieni, 1 specie de mamifere.